# Запис храст код школе (Губеревац)
Запис храст код школе (Губеревац) се налази на парцели чији је власник Основна школа "Чеда Милосављевић".

## Локација
| Општина             | Сопот                                                                       |
| Катастарска општина | Губеревац                                                                   |
| Потес               | Космајска                                                                   |
| Координате          | 44° 32′ 15″ С; 20° 27′ 52″ И / 44.537399999999998° С; 20.464500000000001° И |
| Надморска висина    | 244m                                                                        |

## Карактеристике
Дендрометријске вредности утврђене на терену и сателитским снимцима:
| Стабло                     | Храст |
| Висина стабла              | m     |
| Обим дебла                 | m     |
| Пречник крошње             | 7m    |
| Пречник дебла              | m     |
| Висина дебла до прве гране | m     |

## База записа
Запис је у оквиру Викимедија пројекта "Запис - Свето дрво" заведен под редним бројем 0995.